# Skaraborgs län

Wapen van Skaraborgs läns

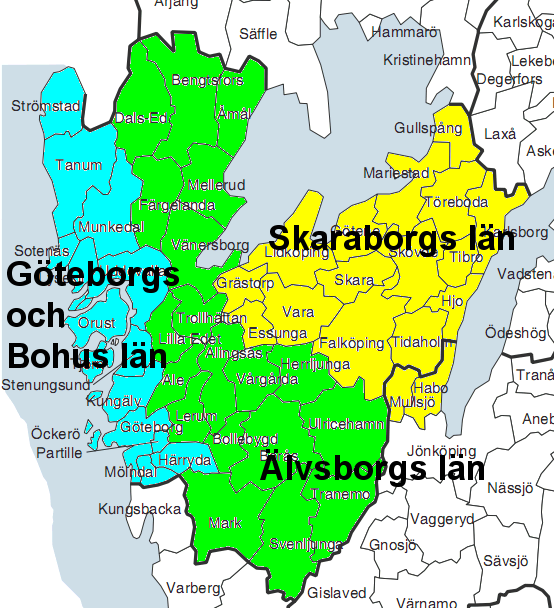
Älvsborgs län, Göteborgs och Bohus län en Skaraborgs län binnen de nieuwe provincie Västra Götalands län

Skaraborgs län is een voormalig län, een voormalige provincie van Zweden. De oude provincie ligt in de historische provincie Västergötland en nu in Västra Götalands län. De provincie werd in 1634 opgericht en bestond tot 31 december 1998, toen het samen met de provincie Göteborgs och Bohus län en Älvsborgs län in de nieuwe provincie Västra Götalands län opging. De gemeenten Mullsjö en Habo, die ook tot Skaraborgs län hadden behoord, werden deel van de provincie Jönköpings län.
Skaraborgs län ligt in de platte en vruchtbare vlakte tussen de grote meren Väner- en Vättermeer.
De provincie was naar de burcht, Zweeds: borg, Skaraborg genoemd, die net buiten de stad Skara lag. De hoofdstad van de provincie was Mariestad en de grootste stad was tot 1920 Lidköping toen Skövde groter werd. De provincie bestond uit het noordelijk deel van het landschap Västergötland, ongeveer het gebied dat tussen het Väner- en het Vättermeer ligt.

## Gemeenten
De volgende gemeenten vormden Skaraborgs län:
| - Essunga - Falköping - Götene - Grästorp - Gullspång - Habo - Hjo - Karlsborg - Lidköping | - Mariestad - Mullsjö - Skara - Skövde - Tibro - Tidaholm - Töreboda - Vara |